# Hubertus Wandel
Hubertus Wandel (* 13. Dezember 1926 in Bauchwitz, Landkreis Meseritz; † 26. August 2019) war ein deutscher Architekt.

## Leben
Hubertus Wandel war ein Sohn von Willy Karl Rudolf Wandel (1889–1951) und dessen Frau Else Martha Klara Wandel, geborene Liebsch (1892–1976). Die Familie Wandel hatte in Bauchwitz eine Schmiede und ein Gemischtwarengeschäft. Geschwister waren Ursula, auch genannt „Ulla“ oder „Ursel“, verheiratete Petrowsky (1920–1996), und Ingeborg „Inge“ Maria Hedwig, verheiratete Gutbrod (1923–2013). Er war der Vater der Architektinnen Rena Wandel-Hoefer und Andrea Wandel.
Sein Studium absolvierte er an der TH Aachen. Zusammen mit Helmut Huber erarbeitete er ab dem 23. September 1963 den Rahmenstoffplan für die Werkkunstschule Trier, wo er selbst damals Baustoffkunde lehrte, nachdem dem ehemaligen Studierenden Wolfgang Jacobi von der Architektenkammer des Saarlandes mündlich mitgeteilt worden war, dass er als Absolvent des Studiengangs Raumgestaltung die Berufsbezeichnung „Innenarchitekt“ nicht führen dürfe und dies nach Rückfrage des saarländischen Kultusministeriums von diesem der Schule gegenüber so bestätigt wurde.
1969 war er Gründer des Büros Wandel Lorch Architekten. Ab Mitte der 1980er Jahre arbeitete er 20 Jahre lang viel in Partnerschaft mit Günther Mönke. Schwerpunkte seiner Arbeiten waren Bauten der Kirche, Büro- und Verwaltungsbauten, Ein- und Mehrfamilienwohnhäuser, Gedenkstätten, Hotels und Gaststätten, Kindergärten, Kindertagesstätten, Jugendzentren, Museen, Konzerthallen, Schulen, Sonderschulen und Hochschulen. Preisgekrönte Projekte aus jüngerer Zeit sind das Gedenkhaus Hinzert und die Neue Synagoge in Dresden.
Hubertus Wandel hatte verschiedene Lehraufträge. Er war Mitglied im Bund Deutscher Architekten  und in der Architektenkammer des Saarlandes. Seit seinem gesundheitlich bedingten Rückzug lebte Hubertus Wandel als Rentner in Hattgenstein, seine Tochter Andrea führt das Unternehmen weiter.

## Werke (Auswahl)
- 1958–1962: Leitung der Restaurierungs- und Umbaumaßnahmen an der Evangelischen Kirche Ottweiler (zusammen mit Günther Mönke)
- Leitung der Sanierungsarbeiten an der Stiftskirche St. Arnual in Saarbrücken[6]
- Planung des Kirchenneubaus der Evangelischen Kirche Dillingen/Saar (zusammen mit Günther Mönke)
- 1988–1991: Planung und Leitung des Erweiterungsbaus der Hauptstelle der Sparkasse Saarbrücken (mit Rena Wandel-Höfer)
- 1995–1997: Leitung der Baumaßnahmen im Außenbereich der Evangelischen Kirche Scheidt
- Gebäude der Arbeitsagentur Saarbrücken[7]
- Entwurf und Planung des Umbaus („KidsKlinik“-Projekt) des Klinik für Kinder- und Jugendmedizin des Klinikums Saarbrücken[8]

## Auszeichnungen (Auswahl)
- 1958: Preis des Gremiums Architektur des Kulturkreises der deutschen Wirtschaft im BDI e.V.[9]
- mehrere Preise mit seinem Büro Wandel Lorch Architekten